# 天晴な青空
「天晴な青空」（あっぱれなあおぞら）は、岡村孝子の通算28枚目のシングル。ときおらレコードの「あっぱれレーベル」から2002年7月24日に発売された。

## 解説
あみんとして「待つわ」でデビューしてから20年目を迎えた2002年7月24日、初のトータル・ベストアルバム『DO MY BEST』と同日発売されたシングルで、同アルバムにも収録。TBS系列「噂の!東京マガジン」エンディングテーマに使用された。
ジャケット写真はベストアルバムと同じ。シングルは紙ジャケット仕様になっている。、2007年10月現在では唯一の紙ジャケット作品。
コーラスに、元あみんの加藤晴子が参加。岡村が自分にとって何が一番記念になるかを考えた時、加藤とのコーラスだと考え、その旨を自ら電話で依頼したという。
東京・渋谷公会堂での20周年記念コンサート「DO MY BEST」で、最終日（2002年9月6日）に加藤がゲスト出演。生で「天晴な青空」「待つわ」を披露。このステージは、2003年9月25日発売ライブDVD『ENCORE V 〜20th Anniversary Concert tour'02 DO MY BEST〜』に収録。
カップリング曲にはオリジナル・カラオケの他にファンへ向けた感謝のメッセージを収録。CD EXTRAでミュージック・ビデオが収録されている。

## 収録曲
1. 天晴な青空　（5:24）
  - 作詞・作曲: 岡村孝子、編曲: 萩田光雄、Ebako Jr

TBS系列「噂の!東京マガジン」エンディングテーマ
2. 天晴な青空 〜Original Karaoke〜
3. 20周年によせて 〜岡村孝子メッセージ〜　（2:55）

## CD EXTRA
1. 天晴な青空 （Promotion Video）

## 楽曲の収録作品
- 天晴な青空
  - DO MY BEST
  - TEAR DROPS（13th アルバム）
  - T's BEST season 2
- 天晴な青空 （Remix）
  - After Tone V